# 6 Horas de Spa-Francorchamps 2018
Las 6 Horas de Spa-Francorchamps 2018, formalmente conocido como el WEC 6 Heures de Spa-Francorchamps, fue un evento de carreras de deportes de resistencia celebrado en el Circuito de Spa-Francorchamps, Spa, Bélgica, del 3 al 5 de mayo de 2018. Spa-Francorchamps fue la primera carrera de la Temporada 2018-19 del Campeonato Mundial de Resistencia de la FIA.

## Clasificación
| Pos. LA 33 | Clase     | Equipo                           | Tiempo     | Diferencia | Parrilla |
| ---------- | --------- | -------------------------------- | ---------- | ---------- | -------- |
| 1          | LMP1      | N.º 8 Toyota Gazoo Racing        | 1:54.962   | —          | 1        |
| 2          | LMP1      | N.º 1 Rebellion Racing           | 1:56.425   | +1.463     | 2        |
| 3          | LMP1      | N.º 3 Rebellion Racing           | 1:56.992   | +2.030     | 3        |
| 4          | LMP1      | N.º 11 SMP Racing                | 1:58.247   | +3.285     | 4        |
| 5          | LMP1      | N.º 4 ByKolles Racing Team       | 1:58.697   | +3.735     | 5        |
| 6          | LMP1      | N.º 10 DragonSpeed               | 1:59.158   | +4.196     | DNS      |
| 7          | LMP2      | N.º 36 Signatech Alpine Matmut   | 2:02.405   | +7.443     | 6        |
| 8          | LMP2      | N.º 26 G-Drive Racing            | 2:02.429   | +7.467     | 7        |
| 9          | LMP2      | N.º 38 Jackie Chan DC Racing     | 2:02.824   | +7.862     | 8        |
| 10         | LMP2      | N.º 37 Jackie Chan DC Racing     | 2:03.023   | +8.061     | 9        |
| 11         | LMP2      | N.º 31 DragonSpeed               | 2:03.420   | +8.458     | 10       |
| 12         | LMP2      | N.º 28 TDS Racing                | 2:04.703   | +9.741     | 11       |
| 13         | LMP2      | N.º 29 Racing Team Nederland     | 2:05.502   | +10.540    | 12       |
| 14         | LMP2      | N.º 50 Larbre Compétition        | 2:05.739   | +10.777    | 13       |
| 15         | LMGTE Pro | N.º 67 Ford Chip Ganassi Team UK | 2:12.947   | +17.985    | 14       |
| 16         | LMGTE Pro | N.º 66 Ford Chip Ganassi Team UK | 2:13.030   | +18.068    | 15       |
| 17         | LMGTE Pro | N.º 91 Porsche GT Team           | 2:13.034   | +18.072    | 16       |
| 18         | LMGTE Pro | N.º 92 Porsche GT Team           | 2:13.352   | +18.390    | 17       |
| 19         | LMGTE Pro | N.º 82 BMW Team MTEK             | 2:14.017   | +19.055    | 18       |
| 20         | LMGTE Pro | N.º 51 AF Corse                  | 2:14.385   | +19.423    | 19       |
| 21         | LMGTE Pro | N.º 71 AF Corse                  | 2:15.104   | +20.142    | 20       |
| 22         | LMGTE Pro | N.º 97 Aston Martin Racing       | 2:15.127   | +20.165    | 21       |
| 23         | LMGTE Pro | N.º 81 BMW Team MTEK             | 2:15.142   | +20.180    | 22       |
| 24         | LMGTE Am  | N.º 86 Gulf Racing UK            | 2:15.332   | +20.370    | 32       |
| 25         | LMGTE Pro | N.º 95 Aston Martin Racing       | 2:16.004   | +21.042    | 23       |
| 26         | LMGTE Am  | N.º 77 Dempsey-Proton Racing     | 2:16.357   | +21.395    | 24       |
| 27         | LMGTE Am  | N.º 98 Aston Martin Racing       | 2:16.359   | +21.397    | 25       |
| 28         | LMGTE Am  | N.º 56 Team Project 1            | 2:16.637   | +21.675    | 26       |
| 29         | LMGTE Am  | N.º 88 Dempsey-Proton Racing     | 2:16.768   | +21.806    | 27       |
| 30         | LMGTE Am  | N.º 90 TF Sport                  | 2:17.627   | +22.665    | 28       |
| 31         | LMGTE Am  | N.º 70 MR Racing                 | 2:18.512   | +          | 29       |
| 32         | LMGTE Am  | N.º 54 Spirit of Race            | 2:18.917   | +23.955    | 30       |
| 33         | LMGTE Am  | N.º 61 Clearwater Racing         | 2:19.445   | +24.483    | 31       |
|            | LMP1      | N.º 17 SMP Racing                | Sin tiempo | —          | 33       |
|            | LMP1      | N.º 7 Toyota Gazoo Racing        | Sin tiempo | —          | Pit Lane |

## Carrera
Resultados por clase
| Pos. general | Pos. clase | Clase     | N.° | Escudería                 | Pilotos                                                 | Automóvil                | Vueltas | Tiempo/Retirado | Campeonato | Campeonato |
| Pos. general | Pos. clase | Clase     | N.° | Escudería                 | Pilotos                                                 | Automóvil                | Vueltas | Tiempo/Retirado | Pos.       | Puntos     |
| LMP          | LMP        | LMP       | LMP | LMP                       | LMP                                                     | LMP                      | LMP     | LMP             | LMP        | LMP        |
| ------------ | ---------- | --------- | --- | ------------------------- | ------------------------------------------------------- | ------------------------ | ------- | --------------- | ---------- | ---------- |
| 1            | 1          | LMP1      | 8   | Toyota Gazoo Racing       | Sébastien Buemi Kazuki Nakajima Fernando Alonso         | Toyota TS050 Hybrid      | 163     | 6:00:50.702     | 1          | 25         |
| 2            | 2          | LMP1      | 7   | Toyota Gazoo Racing       | Mike Conway Kamui Kobayashi José María López            | Toyota TS050 Hybrid      | 163     | +1.444          | 2          | 18         |
| 3            | 3          | LMP1      | 3   | Rebellion Racing          | Mathias Beche Thomas Laurent Gustavo Menezes            | Rebellion R13-Gibson     | 161     | +2 vueltas      | 3          | 15         |
| 4            | 4          | LMP1      | 4   | ByKolles Racing Team      | Oliver Webb Dominik Kraihamer Tom Dillmann              | ENSO CLM P1/01-Nismo     | 158     | +5 vueltas      | 4          | 12         |
| 5            | 5          | LMP1      | 11  | SMP Racing                | Mikhail Aleshin Vitaly Petrov                           | BR Engineering BR1-AER   | 158     | +5 vueltas      | 5          | 10         |
| 7            | 2          | LMP2      | 38  | Jackie Chan DC Racing     | Ho-Pin Tung Gabriel Aubry Stéphane Richelmi             | Oreca 07-Gibson          | 156     | +7 vueltas      | 6          | 8          |
| 8            | 3          | LMP2      | 36  | Signatech Alpine Matmut   | Nicolas Lapierre André Negrão Pierre Thiriet            | Alpine A470-Gibson       | 156     | +7 vueltas      | 7          | 6          |
| 9            | 4          | LMP2      | 37  | Jackie Chan DC Racing     | Jazeman Jaafar Weiron Tan Nabil Jeffri                  | Oreca 07-Gibson          | 155     | +8 vueltas      | 8          | 4          |
| 10           | 5          | LMP2      | 28  | TDS Racing                | François Perrodo Matthieu Vaxiviere Loïc Duval          | Oreca 07-Gibson          | 155     | +8 vueltas      | 9          | 2          |
| 11           | 6          | LMP2      | 31  | DragonSpeed               | Roberto González Pastor Maldonado Nathanaël Berthon     | Oreca 07-Gibson          | 155     | +8 vueltas      | 10         | 1          |
| 12           | 7          | LMP2      | 50  | Larbre Compétition        | Erwin Creed Romano Ricci Julien Canal                   | Ligier JS P217-Gibson    | 152     | +11 vueltas     | 11         | 0.5        |
| 28           | 8          | LMP2      | 29  | Racing Team Nederland     | Frits van Eerd Giedo van der Garde Jan Lammers          | Dallara P217-Gibson      | 139     | +24 vueltas     | 12         | 0.5        |
| NC           | NC         | LMP1      | 17  | SMP Racing                | Stéphane Sarrazin Egor Orudzhev Matevos Isaakyan        | BR Engineering BR1-AER   | 132     | No clasificado  | NC         | NC         |
| DSQ          | DSQ        | LMP1      | 1   | Rebellion Racing          | Neel Jani André Lotterer Bruno Senna                    | Rebellion R13-Gibson     | 161     | Descalificado   | DSQ        | DSQ        |
| LMP2         |            |           |     |                           |                                                         |                          |         |                 |            |            |
| 6            | 1          | LMP2      | 26  | G-Drive Racing            | Román Rúsinov Jean-Éric Vergne Andrea Pizzitola         | Aurus 01-Gibson          | 156     | 6:01:05.972     | —          | —          |
| 7            | 2          | LMP2      | 38  | Jackie Chan DC Racing     | Ho-Pin Tung Gabriel Aubry Stéphane Richelmi             | Oreca 07-Gibson          | 156     | +21.714         | 1          | 25         |
| 8            | 3          | LMP2      | 36  | Signatech Alpine Matmut   | Nicolas Lapierre André Negrão Pierre Thiriet            | Alpine A470-Gibson       | 156     | +55.737         | 2          | 18         |
| 9            | 4          | LMP2      | 37  | Jackie Chan DC Racing     | Jazeman Jaafar Weiron Tan Nabil Jeffri                  | Oreca 07-Gibson          | 155     | +1 vuelta       | 3          | 15         |
| 10           | 5          | LMP2      | 28  | TDS Racing                | François Perrodo Matthieu Vaxiviere Loïc Duval          | Oreca 07-Gibson          | 155     | +1 vuelta       | 4          | 12         |
| 11           | 6          | LMP2      | 31  | DragonSpeed               | Roberto González Pastor Maldonado Nathanaël Berthon     | Oreca 07-Gibson          | 155     | +1 vuelta       | 5          | 10         |
| 12           | 7          | LMP2      | 50  | Larbre Compétition        | Erwin Creed Romano Ricci Julien Canal                   | Ligier JS P217-Gibson    | 152     | +4 vuelta       | 6          | 8          |
| 28           | 8          | LMP2      | 29  | Racing Team Nederland     | Frits van Eerd Giedo van der Garde Jan Lammers          | Dallara P217-Gibson      | 139     | +17 vuelta      | 7          | 6          |
| LMGTE        |            |           |     |                           |                                                         |                          |         |                 |            |            |
| Pos. general | Pos. clase | Clase     | N.° | Escudería                 | Pilotos                                                 | Automóvil                | Vueltas | Tiempo/Retirado | Campeonato | Campeonato |
| Pos. general | Pos. clase | Clase     | N.° | Escudería                 | Pilotos                                                 | Automóvil                | Vueltas | Tiempo/Retirado | Pos.       | Puntos     |
| 13           | 1          | LMGTE Pro | 66  | Ford Chip Ganassi Team UK | Stefan Mücke Olivier Pla Billy Johnson                  | Ford GT                  | 148     | 6:02:42.936     | 1          | 25         |
| 14           | 2          | LMGTE Pro | 92  | Porsche GT Team           | Michael Christensen Kévin Estre                         | Porsche 911 RSR          | 148     | +13.931         | 2          | 18         |
| 15           | 3          | LMGTE Pro | 71  | AF Corse                  | Davide Rigon Sam Bird                                   | Ferrari 488 GTE EVO      | 147     | +1 vuelta       | 3          | 15         |
| 16           | 4          | LMGTE Pro | 91  | Porsche GT Team           | Richard Lietz Gianmaria Bruni                           | Porsche 911 RSR          | 147     | +1 vuelta       | 4          | 12         |
| 17           | 5          | LMGTE Pro | 82  | BMW Team MTEK             | Tom Blomqvist António Félix da Costa                    | BMW M8 GTE               | 146     | +2 vueltas      | 5          | 10         |
| 18           | 6          | LMGTE Pro | 97  | Aston Martin Racing       | Alex Lynn Maxime Martin Jonathan Adam                   | Aston Martin Vantage AMR | 146     | +2 vueltas      | 6          | 8          |
| 19           | 7          | LMGTE Pro | 95  | Aston Martin Racing       | Marco Sørensen Nicki Thiim Darren Turner                | Aston Martin Vantage AMR | 146     | +2 vueltas      | 7          | 6          |
| 20           | 8          | LMGTE Pro | 81  | BMW Team MTEK             | Martin Tomczyk Nick Catsburg                            | BMW M8 GTE               | 145     | +3 vueltas      | 8          | 4          |
| 21           | 1          | LMGTE Am  | 98  | Aston Martin Racing       | Paul Dalla Lana Pedro Lamy Mathias Lauda                | Aston Martin Vantage     | 144     | +4 vueltas      | 9          | 2          |
| 22           | 2          | LMGTE Am  | 90  | TF Sport                  | Salih Yoluç Euan Alers-Hankey Charlie Eastwood          | Aston Martin Vantage     | 144     | +4 vueltas      | 10         | 1          |
| 23           | 3          | LMGTE Am  | 61  | Clearwater Racing         | Weng Sun Mok Keita Sawa Matthew Griffin                 | Ferrari F488 GTE         | 143     | +5 vueltas      | 11         | 0.5        |
| 24           | 4          | LMGTE Am  | 77  | Dempsey-Proton Racing     | Christian Ried Julien Andlauer Matt Campbell            | Porsche 911 RSR          | 142     | +6 vueltas      | 12         | 0.5        |
| 25           | 5          | LMGTE Am  | 70  | MR Racing                 | Motoaki Ishikawa Olivier Beretta Eddie Cheever III      | Ferrari F488 GTE         | 142     | +6 vueltas      | 13         | 0.5        |
| 26           | 6          | LMGTE Am  | 88  | Dempsey-Proton Racing     | Khaled Al Qubaisi Gianluca Roda Matteo Cairoli          | Porsche 911 RSR          | 141     | +7 vueltas      | 14         | 0.5        |
| 27           | 9          | LMGTE Pro | 51  | AF Corse                  | Alessandro Pier Guidi James Calado                      | Ferrari 488 GTE EVO      | 139     | +9 vueltas      | 15         | 0.5        |
| 29           | 7          | LMGTE Am  | 86  | Gulf Racing UK            | Michael Wainwright Ben Barker Alex Davison              | Porsche 911 RSR          | 137     | +11 vueltas     | 16         | 0.5        |
| 30           | 8          | LMGTE Am  | 54  | Spirit of Race            | Thomas Flöhr Francesco Castellacci Giancarlo Fisichella | Ferrari F488 GTE         | 136     | +12 vueltas     | 17         | 0.5        |
| 31           | 9          | LMGTE Am  | 56  | Team Project 1            | Jörg Bergmeister Patrick Lindsey Egidio Perfetti        | Porsche 911 RSR          | 131     | +17 vueltas     | 18         | 0.5        |
| NC           | NC         | LMGTE Pro | 67  | Ford Chip Ganassi Team UK | Andy Priaulx Harry Tincknell Tony Kanaan                | Ford GT                  | 26      | No clasificado  | NC         | NC         |
| LMGTE Am     |            |           |     |                           |                                                         |                          |         |                 |            |            |
| 21           | 1          | LMGTE Am  | 98  | Aston Martin Racing       | Paul Dalla Lana Pedro Lamy Mathias Lauda                | Aston Martin Vantage     | 144     | 6:01:22.580     | 1          | 25         |
| 22           | 2          | LMGTE Am  | 90  | TF Sport                  | Salih Yoluç Euan Alers-Hankey Charlie Eastwood          | Aston Martin Vantage     | 144     | +0.221          | 2          | 18         |
| 23           | 3          | LMGTE Am  | 61  | Clearwater Racing         | Weng Sun Mok Keita Sawa Matthew Griffin                 | Ferrari F488 GTE         | 143     | +1 vuelta       | 3          | 15         |
| 24           | 4          | LMGTE Am  | 77  | Dempsey-Proton Racing     | Christian Ried Julien Andlauer Matt Campbell            | Porsche 911 RSR          | 142     | +2 vueltas      | 4          | 12         |
| 25           | 5          | LMGTE Am  | 70  | MR Racing                 | Motoaki Ishikawa Olivier Beretta Eddie Cheever III      | Ferrari F488 GTE         | 142     | +2 vueltas      | 5          | 10         |
| 26           | 6          | LMGTE Am  | 88  | Dempsey-Proton Racing     | Khaled Al Qubaisi Gianluca Roda Matteo Cairoli          | Porsche 911 RSR          | 141     | +3 vueltas      | 6          | 8          |
| 29           | 7          | LMGTE Am  | 86  | Gulf Racing UK            | Michael Wainwright Ben Barker Alex Davison              | Porsche 911 RSR          | 137     | +7 vueltas      | 7          | 6          |
| 30           | 8          | LMGTE Am  | 54  | Spirit of Race            | Thomas Flöhr Francesco Castellacci Giancarlo Fisichella | Ferrari F488 GTE         | 136     | +8 vueltas      | 8          | 4          |
| 31           | 9          | LMGTE Am  | 56  | Team Project 1            | Jörg Bergmeister Patrick Lindsey Egidio Perfetti        | Porsche 911 RSR          | 131     | +13 vueltas     | 9          | 2          |

Fuentes: FIA WEC.